# Peter Hamilton Raven
Peter Hamilton Raven (Peter H. Raven) (Shanghái, 13 de junio de 1936) es un botánico y ambientalista, notable como director senior del Jardín Botánico de Misuri.
Nace en China de padres estadounidenses. Un tío de su padre fue un famoso luchador profesional en China, y más tarde fue encarcelado por un escándalo bancario. Ese incidente y la agresión japonesa a  China lleva a su familia a retornar a San Francisco a fines de los años 1930.
Después de convertirse en miembro de la Academia de Ciencias de California, mientras aún era un muchacho, Raven ingresa a la Universidad de California en Berkeley donde se gradúa de BScen Biología, y luego obtiene su Ph.D. en botánica, por parte de la Universidad de California en Los Ángeles.
Dio clases en la Universidad Stanford, y luego fue Director del Jardín Botánico de Misuri, desde 1971, posición que mantiene en 2008.
En 2006 su cargo es denominado "Presidente y Director". Raven es también un miembro no numerario de la Facultad en la Universidad de Washington en San Luis, donde ocupa la "cátedra Engelmann" de Profesor de Botánica.
Es frecuente panelista y conferencista acerca de la importancia de la biodiversidad y de la conservación de las especies.
Raven es muy conocido por su importante obra Coevolución de Insectos y Plantas publicado en la revista Evolution en 1964 en coautoría con Paul R. Ehrlich. Desde allí, ha sido autor de numerosos trabajos científicos y populares, muchos sobre la familia de las Onagraceae.
Raven es también coautor del texto, ampliamente usado, Biología de Plantas, ya en su 7.ª edición, con Helena Curtis, George B. Johnson y Jonathan Losos, de la Universidad de Washington, y Susan Singer del Colegio Carleton.
Raven escribió sus memorias asistido por Andrew Szanton.

## Otras publicaciones
- henry Evans, peter h. Raven, wilfrid Blunt. 2011. Botanical Prints. Edición ilustrada de Counterpoint, 96 pp. ISBN 1-58243-637-1

- peter h. Raven, linda r. Berg, david m. Hassenzahl. 2008. Environment. 6.ª edición ilustrada de Wiley, 672 pp. ISBN 0-470-11926-8

- ------------------, jonathan Losos, george b. Johnson, kenneth a. Mason, susan Singer. 2007a. Plant and Animal Biology. Volumen 2 de Biology. 8.ª edición de McGraw-Hill, 508 pp. ISBN 0-07-333723-4

- ------------------, -------------------, -----------------------, ---------------------, ----------------. 2007b. Chemistry, Cell Biology, and Genetics. Volumen 1 de Biology, 8.ª edición de McGraw-Hill, 504 pp. ISBN 0-07-333748-X

- jonathan b. Losos, peter h. Raven. 2007c. Biology by Peter Raven (NASTA Hardcover Reinforced High School Binding). Edición para estudiantes, 8.ª edición ilustrada de McGraw-Hill Higher Education, 1.259 pp. ISBN 0-07-334982-8

- george Brooks Johnson, peter h. Raven. 2004. Holt biología. 4ª edición ilustrada de Holt, Rinehart and Winston, 1.137 pp. ISBN	0030732832

- ------------------, ray franklin Evert, susan e. Eichhorn. 2005. Biology of plants. 7.ª edición ilustrada de W.H. Freeman and Company, 686 pp. ISBN 0-7167-1007-2

- ------------------, linda R. Berg, John Aliff. 2003. Study Guide to Accompany Environment'. 4ª edición revisada de John Wiley & Sons, 451 pp. ISBN 0-471-44494-4

- ------------------, brian Fagan, sherwin b. Nuland, john g. Mitchell, robert d. Ballard, malcom McConnell, edward s. Ayensu, james Trefil, curt Suplee. 2002. Los MUNDOS de National Geographic. Fotos de Kenneth Garrett, tradujo Marcelo Covián Fasce, Jordi Rizzo Tortuero, José Company Bueno, Olga Martínez Giralt, Claudia Conde, Jordi Gutiérrez Cabello. Editor RBA

- ------------------, tania Williams. 2000. Nature and human society: the quest for a sustainable world : proceedings of the 1997 Forum on Biodiversity. Edición ilustrada de National Academies, 625 pp. en línea

- ------------------, daniel I. Axelrod. 1998. Origin and Relationships of the California Flora. Special Publications Series. Edición reimpresa de California Native Plant Society, 134 pp. ISBN 0-943460-27-1
- ------------------, george b. Johnson. 1993a. Understanding Biology: Customized. 3ª edición de McGraw-Hill College, ISBN 0-07-039601-9

- ------------------. 1993b. A biological survey for the nation. Editor National Academy Press, 205 pp.

- ------------------, ray f. Evert, susan e. Eichhorn. 1992. Biología de las plantas. Volumen 2. Traducido por Sergi Santamaría del Campo. Edición ilustrada de Reverte, 773 pp. ISBN 84-291-1842-X en línea

- ------------------, henry j. Thompson, barry a. Prigge. 1986. Flora of the Santa Monica Mountains, California. N.º 2 de Southern California Botanists special publication. 2ª edición de University of California, 181 pp.

- ------------------, Helena Curtis, (Tradujo Xavier Llimona i Pagès, ángel m. Hernández Cardona). 1975. Biología vegetal. Editor	Omega, 716 pp. ISBN 84-282-0420-9

- ------------------, thomas Robert Mertens. 1974. Sistemática vegetal: teoría y práctica. Serie de folletos CNEB-BSCS. Tradujo Magdalena Rovalo Merino. Editor Cía. Editorial Continental

- ------------------. 1966. Native Shrubs of Southern California. N.º 15 de California Natural History Guides Series. Edición ilustrada de University of California Press, 132 pp. en línea

## Honores
La "Sociedad de Taxónomos vegetales de EE. UU." ha establecido en 2000, el Premio Peter Raven en su honor a ser conferido a autores contribuyentes a la taxonomía vegetal y "por excepcionales esfuerzos en atender a los no científicos".
Raven ha sido honrado con:
- U.S. National Medal of Science, 2000
- Tyler Prize for Environmental Achievement
- Catharine T. MacArthur Foundation Fellowship,
- Miembro del "Comité Presidente Bill Clinton de Expertos en Ciencia y Tecnología"
- Secretario de la Academia Nacional de Ciencias de EE. UU.
- Premio Internacional en Biología
- Presidente de Sigma Xi
- Medalla Engler
- Premio Volvo
- Inducción en la St. Louis Walk of Fame en 1995
- Presidente de la Asociación de EE. UU. para el Avance de la Ciencia
- International Cosmos Prize, 2003
- La abreviatura «P.H.Raven» se emplea para indicar a Peter Hamilton Raven como autoridad en la descripción y clasificación científica de los vegetales.[1]